# Josuha Guilavogui
Josuha Jérémy Akoi Fara Guilavogui, född 19 september 1990, är en fransk fotbollsspelare som spelar för Leeds United.

## Klubbkarriär
Den 30 januari 2022 lånades Guilavogui ut av VfL Wolfsburg till Bordeaux på ett låneavtal över resten av säsongen 2021/2022.
Den 23 oktober 2024 värvades Guilavogui av Leeds United, där han skrev på ett kontrakt över resten av säsongen.

## Landslagskarriär
Guilavogui debuterade för Frankrikes landslag den 5 juni 2013 i en 1–0-förlust mot Uruguay.